# 佩雷廖特
47°54′44″N 29°46′1″E / 47.91222°N 29.76694°E
佩雷廖特（羅馬化：Perelioty）是位於烏克蘭西南部的村莊，由敖德萨州波迪利斯克区的巴爾塔市鎮負責管轄。該村處於科德馬河畔，始建於1692年，面積6.71平方公里，海拔高度131米，2001年人口944。